# Pseudobalbillus divisus
Pseudobalbillus divisus är en insektsart som beskrevs av Rauno E. Linnavuori 1969. Pseudobalbillus divisus ingår i släktet Pseudobalbillus och familjen dvärgstritar. Inga underarter finns listade i Catalogue of Life.